# Jódar
Jódar est une commune située dans la province de Jaén de la communauté autonome d'Andalousie en Espagne.

## Géographie
Avec environ 15 000 habitants, Jódar est la commune la plus peuplée de la comarque de Sierra Mágina.
Cette ville se trouve dans les environs du Mont San Cristóbal, sommet situé au nord du massif de Sierra Mágina. Les principaux sommets proches à Jódar sont :
- Carboneras 1 500 m
- La Golondrina 1 258 m
- Jódar 1 200 m
- Altarillas 1 066 m

Le climat prédominant est méditerranéen avec étés secs et chauds et hivers frais.

## Histoire
Jódar a été peuplée pendant la préhistoire à l'endroit nommé Las Quebradas. Donc, la date de création du village remonte au IIIe siècle av. J.-C.

## Administration
| Période                                  | Période | Identité | Étiquette | Qualité |
| ---------------------------------------- | ------- | -------- | --------- | ------- |
| N/A                                      | N/A     | N/A      | N/A       | Maire   |
| Les données manquantes sont à compléter. |         |          |           |         |

## Flore et faune
Le type de végétation dominant est la steppe herbeuse au sein de laquelle les espèces herbacées sont particulièrement remarquables :  alfa ou sparte, câpre, genêt et tamaris. Aussi la présence d'autres espèces est remarquable : chêne vert, laurier-rose et canne de Provence.
La faune est formée par de nombreuses espèces d'oiseaux adaptées au milieu steppaire : dans cette zone, nous pouvons trouver cochevis huppé, alouette calandre, alouette lulu ainsi que des espèces menacées d'extinction (Ganga Ortega).